# WTA-toernooi van Montréal/Toronto

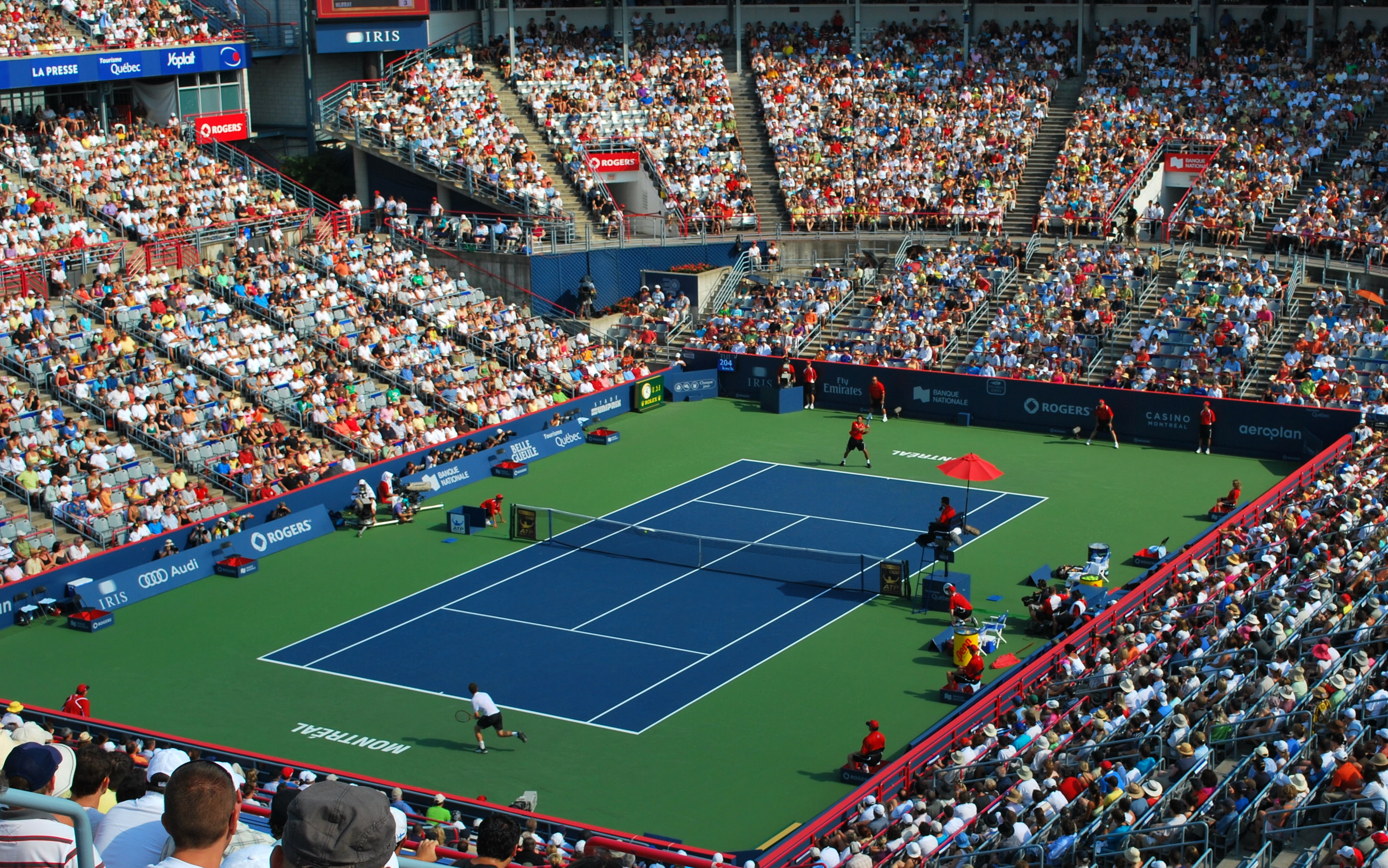
Het stadion in Montréal

Het WTA-toernooi van Montréal/Toronto (traditioneel aangeduid als het Canadian Open of Canada Masters) is een jaarlijks terugkerend tennistoernooi voor vrouwen dat onderdeel is van het tennistoernooi van Montréal/Toronto en in Canada  wordt georganiseerd in afwisselend Montréal en Toronto. De officiële naam van het toernooi was Rogers Cup van 2001 tot en met 2019 – sinds 2021 heet het National Bank Open.
Van 1981 tot en met 2019 werd het toernooi in oneven kalenderjaren georganiseerd in Toronto, en in even jaren in Montréal. In 2020 werd niet gespeeld, vanwege de coronapandemie. Sinds 2021 valt Montréal in de oneven kalenderjaren, en Toronto in de even jaren. In dezelfde week spelen ook de mannen het Canadian Open: het ATP-toernooi van Montréal/Toronto. Wanneer de vrouwen in Montréal spelen, spelen de mannen in Toronto en andersom.
De WTA organiseert het toernooi dat tot en met 2019 in de categorie "Premier Five" viel, sinds 2021 in de categorie "WTA 1000", en wordt gespeeld op hardcourt. De eerste editie werd in 1892 gehouden, en het is daarmee het op twee na oudste toernooi ter wereld. Alleen Wimbledon (1884 voor de vrouwen) en het US Open (1887 voor de vrouwen) zijn ouder. Vanaf 1968 staat het toernooi open voor professionals – dit is het zogeheten open tijdperk.
In 1969 was Faye Urban de laatste Canadese die de titel won, tot vijftig jaar later Bianca Andreescu het toernooi op haar naam zette, gevolgd door Victoria Mboko in 2025.

## Officiële toernooinamen
Het toernooi heeft meerdere namen gekend, afhankelijk van de hoofdsponsor:
- 1892–1940, 1948–1953, 1955–1959, 1962: Canadian Championships
- 1946–1948, 1954, 1961, 1963–1968: Canadian Nationals
- 1960: Carling Canadian National Chmps
- 1969, 1985, 1990–1991: Canadian Open
- 1970–1978: Rothmans Canadian Open
- 1979–1984, 1986, 1988–1989: Player’s Canadian Open
- 1987: Canadian Open Downsview
- 1992–1994: Matinee Ltd. - Canadian Open
- 1995–2000: Omnium du Maurier (Lté)
- 2001–2019: Rogers Cup
- 2021–heden: National Bank Open / Omnium Banque Nationale

## Finales

### Enkelspel
| Datum      | Naam                                       | Cat.                                       | ($)                                        | Ondergrond                                 | Winnares                                   | Verliezend finaliste                       | Uitslag                                    |                                            |
| ---------- | ------------------------------------------ | ------------------------------------------ | ------------------------------------------ | ------------------------------------------ | ------------------------------------------ | ------------------------------------------ | ------------------------------------------ | ------------------------------------------ |
| 1892       | Canadian Championships                     |                                            |                                            |                                            | Maude Osborne                              |                                            |                                            |                                            |
| 1893       | Canadian Championships                     |                                            |                                            |                                            | Maude Osborne                              |                                            |                                            |                                            |
| 1894       | Canadian Championships                     |                                            |                                            |                                            | Maude Osborne                              |                                            |                                            |                                            |
| 1895       | Canadian Championships                     |                                            |                                            |                                            | Mrs Sydney Smith                           |                                            |                                            |                                            |
| 1896       | Canadian Championships                     |                                            |                                            |                                            | Juliette Atkinson                          |                                            |                                            |                                            |
| 1897       | Canadian Championships                     |                                            |                                            |                                            | Juliette Atkinson                          |                                            |                                            |                                            |
| 1898       | Canadian Championships                     |                                            |                                            |                                            | Juliette Atkinson                          |                                            |                                            |                                            |
| 1899       | Canadian Championships                     |                                            |                                            |                                            | Violet Summerhayes                         |                                            |                                            |                                            |
| 1900       | Canadian Championships                     |                                            |                                            |                                            | Violet Summerhayes                         |                                            |                                            |                                            |
| 1901       | Canadian Championships                     |                                            |                                            |                                            | Violet Summerhayes                         |                                            |                                            |                                            |
| 1902       | Canadian Championships                     |                                            |                                            |                                            | Miss Hague                                 |                                            |                                            |                                            |
| 1903       | Canadian Championships                     |                                            |                                            |                                            | Violet Summerhayes                         |                                            |                                            |                                            |
| 1904       | Canadian Championships                     |                                            |                                            |                                            | Violet Summerhayes                         |                                            |                                            |                                            |
| 1905       | geen toernooi                              | geen toernooi                              | geen toernooi                              | geen toernooi                              | geen toernooi                              | geen toernooi                              | geen toernooi                              | geen toernooi                              |
| 1906       | Canadian Championships                     |                                            |                                            |                                            | Lois Moyes                                 |                                            |                                            |                                            |
| 1907       | Canadian Championships                     |                                            |                                            |                                            | Lois Moyes                                 |                                            |                                            |                                            |
| 1908       | Canadian Championships                     |                                            |                                            |                                            | Lois Moyes                                 |                                            |                                            |                                            |
| 1909       | Canadian Championships                     |                                            |                                            |                                            | May Sutton                                 |                                            |                                            |                                            |
| 1910       | Canadian Championships                     |                                            |                                            |                                            | Lois Moyes                                 |                                            |                                            |                                            |
| 1911       | Canadian Championships                     |                                            |                                            |                                            | Florence Sutton                            |                                            |                                            |                                            |
| 1912       | Canadian Championships                     |                                            |                                            |                                            | Miss Birch                                 |                                            |                                            |                                            |
| 1913       | Canadian Championships                     |                                            |                                            |                                            | Lois Moyes                                 |                                            |                                            |                                            |
| 1914       | Canadian Championships                     |                                            |                                            |                                            | Lois Moyes                                 |                                            |                                            |                                            |
| 1915–1918  | geen toernooi                              | geen toernooi                              | geen toernooi                              | geen toernooi                              | geen toernooi                              | geen toernooi                              | geen toernooi                              | geen toernooi                              |
| 1919       | Canadian Championships (V)                 |                                            |                                            |                                            | Marion Zinderstein                         |                                            |                                            |                                            |
| 1920       | Canadian Championships                     |                                            |                                            |                                            | Lois Moyes                                 |                                            |                                            |                                            |
| 1921       | Canadian Championships                     |                                            |                                            |                                            | Lois Moyes                                 |                                            |                                            |                                            |
| 1922       | Canadian Championships (V)                 |                                            |                                            |                                            | Lois Moyes                                 |                                            |                                            |                                            |
| 1923       | Canadian Championships                     |                                            |                                            |                                            | Florence Best                              |                                            |                                            |                                            |
| 1924       | Canadian Championships                     |                                            |                                            |                                            | Lois Moyes                                 |                                            |                                            |                                            |
| 1925       | Canadian Championships (V)                 |                                            |                                            |                                            | Marjory Leeming                            |                                            | 7-5, 6-4                                   |                                            |
| 1926       | Canadian Championships                     |                                            |                                            |                                            | Marjory Leeming                            |                                            |                                            |                                            |
| 1927       | Canadian Championships                     |                                            |                                            |                                            | Caroline Swartz                            |                                            |                                            |                                            |
| 1928       | Canadian Championships                     |                                            |                                            |                                            | Marjorie Gladman                           |                                            |                                            |                                            |
| 1929       | Canadian Championships (T)                 |                                            |                                            |                                            | Olive Wade                                 | Ruth Riese                                 | 6-0, 1-6, 6-1                              |                                            |
| 1930       | Canadian Championships                     |                                            |                                            |                                            | Olive Wade                                 |                                            |                                            |                                            |
| 1931       | Canadian Championships (V)                 |                                            |                                            | gras, buiten                               | Edith Cross                                | Marjory Leeming                            | 6-2, 6-2                                   |                                            |
| 1932       | Canadian Championships (O)                 |                                            |                                            |                                            | Olive Wade                                 | Marjory Leeming                            | 4-6, 6-4, 6-1                              |                                            |
| 1933       | Canadian Championships (V)                 |                                            |                                            |                                            | Gracyn Wheeler                             | Mary Campbell                              | 4-6, 6-1, 6-3                              |                                            |
| 1934       | Canadian Championships (T)                 |                                            |                                            |                                            | Caroline Deacon                            | Eleanor Young                              | 7-5, 6-3                                   |                                            |
| 1935       | Canadian Championships                     |                                            |                                            |                                            | Margaret Osborne                           | Raegener                                   | 6-4, 6-2                                   |                                            |
| 1936       | Canadian Championships (V)                 |                                            |                                            | gras, buiten                               | Esther Bartosh                             | Jean Milne                                 | 6-1, 3-6, 6-1                              |                                            |
| 1937       | Canadian Championships (T)                 |                                            |                                            | gras, buiten                               | Evelyn Dearman                             | Mary Hardwick                              | Opgave                                     |                                            |
| 1938       | Canadian Championships                     |                                            |                                            |                                            | Rene Bolte                                 | Lila Porter                                | 6-4, 6-4                                   |                                            |
| 1939       | Canadian Championships                     |                                            |                                            |                                            | Elizabeth Blackman                         |                                            |                                            |                                            |
| 1940       | Canadian Championships (T)                 |                                            |                                            | gras, buiten                               | Eleanor Young                              | Jean Milne                                 | 7-5, 7-5                                   |                                            |
| 1941–1945  | geen toernooi                              | geen toernooi                              | geen toernooi                              | geen toernooi                              | geen toernooi                              | geen toernooi                              | geen toernooi                              | geen toernooi                              |
| 1946       | Canadian Nationals                         |                                            |                                            |                                            | Baba Lewis                                 | Noreen Haney                               | 6-1, 6-3                                   |                                            |
| 1947       | Canadian Nationals                         |                                            |                                            |                                            | Gracyn Wheeler                             | Eleanor Young                              | 6-0, 3-6, 6-0                              |                                            |
| 1948       | Canadian Championships (V)                 |                                            |                                            |                                            | Patricia Macken                            | Elaine Fildes                              | 2-6, 8-6, 6-2                              |                                            |
| 1949       | Canadian Championships (H)                 |                                            |                                            |                                            | Baba Lewis                                 | Patricia Macken                            | 6-0, 6-1                                   |                                            |
| 1950       | Canadian Championships (Q)                 |                                            |                                            |                                            | Doris Popple                               | Barbara Knapp                              | 8-6, 6-8, 7-5                              |                                            |
| 1951       | Canadian Championships (T)                 |                                            |                                            |                                            | Lucille Davidson                           | P. Lowe                                    | 8-6, 6-1                                   |                                            |
| 1952       | Canadian Championships (T)                 |                                            |                                            |                                            | Melita Ramirez                             | Lucille Davidson                           | 6-4, 6-3                                   |                                            |
| 1953       | Canadian Championships (T)                 |                                            |                                            | gras, buiten                               | Melita Ramirez                             | Thelma Coyne-Long                          | 6-1, 6-3                                   |                                            |
| 1954       | Canadian Nationals (T)                     |                                            |                                            |                                            | Karol Fageros                              | Ethel Norton                               | 3-6, 7-5, 6-4                              |                                            |
| 1955       | Canadian Championships (T)                 |                                            |                                            |                                            | Hanna Sladek                               | Louise Brown                               | 8-6, 6-0                                   |                                            |
| 1956       | Canadian Championships (V)                 |                                            |                                            |                                            | Jean Laird                                 | Linda Vail                                 | 4-6, 7-5, 8-6                              |                                            |
| 1957       | Canadian Championships (M)                 |                                            |                                            |                                            | Louise Brown                               | S. Boeck                                   | 6-4, 6-3                                   |                                            |
| 1958       | Canadian Championships (V)                 |                                            |                                            | gras, buiten                               | Eleanor Dodge                              | Barbara Browning                           | 6-3, 6-4                                   |                                            |
| 1959       | Canadian Championships (T)                 |                                            |                                            |                                            | Mary Martin                                | Marta Hernández                            | 6-1, 6-2                                   |                                            |
| 1960       | Canadian Nationall Chmps (T)               |                                            |                                            | gravel, buiten                             | Donna Floyd                                | Ann Barclay                                | 7-5, 6-2                                   |                                            |
| 1961       | Canadian Nationals (T)                     |                                            |                                            | gravel, buiten                             | Ann Haydon                                 | Ann Barclay                                | 6-6, 6-0                                   |                                            |
| 1962       | Canadian Championships                     |                                            |                                            |                                            | Ann Barclay                                | Louise Brown                               | 6-3, 6-4                                   |                                            |
| 1963       | Canadian Nationals (V)                     |                                            |                                            |                                            | Ann Barclay                                | Louise Brown                               | 6-0, 6-1                                   |                                            |
| 1964       | Canadian Nationals (M)                     |                                            |                                            | gras, buiten                               | Benita Senn                                | Louise Brown                               | 6-4, 6-4                                   |                                            |
| 1965       | Canadian Nationals (T)                     |                                            |                                            | gras, buiten                               | Julie Heldman                              | Faye Urban                                 | 6-3, 8-6                                   |                                            |
| 1966       | Canadian Nationals (V)                     |                                            |                                            | gras, buiten                               | Rita Bentley                               | Susan Butt                                 | 6-3, 6-3                                   |                                            |
| 1967       | Canadian Nationals (M)                     |                                            |                                            | gras, buiten                               | Kathleen Harter                            | Rita Bentley                               | 6-1, 5-7, 7-5                              |                                            |
| 1968       | Canadian Nationals (T)                     |                                            |                                            | gravel, buiten                             | Jane Bartkowicz                            | Faye Urban                                 | 6-3, 6-3                                   |                                            |
| 1969       | Canadian Open (T)                          |                                            |                                            | gravel, buiten                             | Faye Urban                                 | Vicki Berner                               | 6-2, 6-0                                   |                                            |
| 1970       | Rothmans Canadian Open (T)                 |                                            |                                            | gravel, buiten                             | Margaret Court                             | Rosie Casals                               | 6-8, 6-4, 6-4                              |                                            |
| 1971-08-09 | Rothmans Canadian Open (T)                 |                                            |                                            | gravel, buiten                             | Françoise Dürr                             | Evonne Goolagong                           | 6-4, 6-2                                   |                                            |
| 1972-08-14 | Rothmans Canadian Open (T)                 |                                            |                                            | gravel, buiten                             | Evonne Goolagong                           | Virginia Wade                              | 6-3, 6-1                                   |                                            |
| 1973-08-20 | Rothmans Canadian Open (T)                 |                                            |                                            | gravel, buiten                             | Evonne Goolagong                           | Helga Masthoff                             | 7-6, 6-4                                   |                                            |
| 1974-08-12 | Rothmans Canadian Open (T)                 |                                            |                                            | gravel, buiten                             | Chris Evert                                | Julie Heldman                              | 6-0, 6-3                                   |                                            |
| 1975-08-11 | Rothmans Canadian Open (T)                 |                                            | 30.000                                     | gravel, buiten                             | Marcie Louie                               | Laura duPont                               | 6-1, 4-6, 6-4                              |                                            |
| 1976-08-16 | Rothmans Canadian Open (T)                 |                                            | 35.000                                     | gravel, buiten                             | Mima Jaušovec                              | Lesley Hunt                                | 6-2, 6-0                                   | [ 5 ]                                      |
| 1977-08-15 | Rothmans Canadian Open (T)                 |                                            | 35.000                                     | gravel, buiten                             | Regina Maršíková                           | Marise Kruger                              | 6-4, 4-6, 6-2                              | [ 6 ]                                      |
| 1978-08-14 | Rothmans Canadian Open (T)                 |                                            | 35.000                                     | hardcourt, buiten                          | Regina Maršíková                           | Virginia Ruzici                            | 7-5, 6-7, 6-2                              | details                                    |
| 1979-08-13 | Player’s Canadian Open (T)                 |                                            | 35.000                                     | hardcourt, buiten                          | Laura duPont                               | Brigitte Cuypers                           | 6-4, 6-7, 6-1                              | details                                    |
| 1980-08-11 | Player’s Canadian Open (T)                 |                                            | 150.000                                    | hardcourt, buiten                          | Chris Evert                                | Virginia Ruzici                            | 6-3, 6-1                                   | details                                    |
| 1981-08-17 | Player’s Canadian Open (T)                 |                                            | 200.000                                    | hardcourt, buiten                          | Tracy Austin                               | Chris Evert                                | 6-1, 6-4                                   | details                                    |
| 1982-08-16 | Player’s Canadian Open (M)                 |                                            | 200.000                                    | hardcourt, buiten                          | M Navrátilová                              | Andrea Jaeger                              | 6-3, 7-5                                   | details                                    |
| 1983-08-15 | Player’s Canadian Open (T)                 |                                            | 200.000                                    | hardcourt, buiten                          | M Navrátilová                              | Chris Evert                                | 6-4, 4-6, 6-1                              | details                                    |
| 1984-08-20 | Player’s Canadian Open (M)                 |                                            | 200.000                                    | hardcourt, buiten                          | Chris Evert                                | Alycia Moulton                             | 6-2, 7-6                                   | details                                    |
| 1985-08-05 | Canadian Open (T)                          |                                            | 250.000                                    | hardcourt, buiten                          | Chris Evert                                | C Kohde-Kilsch                             | 6-2, 6-4                                   | details                                    |
| 1986-08-04 | Player’s Canadian Open (M)                 |                                            | 250.000                                    | hardcourt, buiten                          | Helena Suková                              | Pam Shriver                                | 6-2, 7-5                                   | details                                    |
| 1987-08-17 | Canadian Open Downsview (T)                |                                            | 250.000                                    | hardcourt, buiten                          | Pam Shriver                                | Zina Garrison                              | 6-4, 6-1                                   | details                                    |
| 1988-08-15 | Player’s Canadian Open (M)                 | Tier II                                    | 300.000                                    | hardcourt, buiten                          | Gabriela Sabatini                          | Natallja Zverava                           | 6-1, 6-2                                   | details                                    |
| 1989-08-21 | Player’s Canadian Open (T)                 | Tier II                                    | 300.000                                    | hardcourt, buiten                          | M Navrátilová                              | Arantxa Sánchez                            | 6-2, 6-2                                   | details                                    |
| 1990-07-30 | Canadian Open (M)                          | Tier I                                     | 500.000                                    | hardcourt, buiten                          | Steffi Graf                                | Katerina Maleeva                           | 6-1, 6-7, 6-3                              | details                                    |
| 1991-08-05 | Canadian Open (T)                          | Tier I                                     | 500.000                                    | hardcourt, buiten                          | Jennifer Capriati                          | Katerina Maleeva                           | 6-2, 6-3                                   | details                                    |
| 1992-08-17 | Canadian Open (M)                          | Tier I                                     | 550.000                                    | hardcourt, buiten                          | Arantxa Sánchez                            | Monica Seles                               | 6-3, 4-6, 6-4                              | details                                    |
| 1993-08-16 | Canadian Open (T)                          | Tier I                                     | 750.000                                    | hardcourt, buiten                          | Steffi Graf                                | Jennifer Capriati                          | 6-1, 0-6, 6-3                              | details                                    |
| 1994-08-15 | Canadian Open (M)                          | Tier I                                     | 750.000                                    | hardcourt, buiten                          | Arantxa Sánchez                            | Steffi Graf                                | 7-5, 1-6, 7-6                              | details                                    |
| 1995-08-14 | Omnium du Maurier Lté (T)                  | Tier I                                     | 806.250                                    | hardcourt, buiten                          | Monica Seles                               | Amanda Coetzer                             | 6-0, 6-1                                   | details                                    |
| 1996-08-05 | Omnium du Maurier Lté (M)                  | Tier I                                     | 926.250                                    | hardcourt, buiten                          | Monica Seles                               | Arantxa Sánchez                            | 6-1, 7-6                                   | details                                    |
| 1997-08-11 | Omnium du Maurier (T)                      | Tier I                                     | 926.250                                    | hardcourt, buiten                          | Monica Seles                               | Anke Huber                                 | 6-2, 6-4                                   | details                                    |
| 1998-08-17 | Omnium du Maurier (M)                      | Tier I                                     | 926.250                                    | hardcourt, buiten                          | Monica Seles                               | Arantxa Sánchez                            | 6-3, 6-2                                   | details                                    |
| 1999-08-16 | Omnium du Maurier (T)                      | Tier I                                     | 1.050.000                                  | hardcourt, buiten                          | Martina Hingis                             | Monica Seles                               | 6-4, 6-4                                   | details                                    |
| 2000-08-14 | Omnium du Maurier (M)                      | Tier I                                     | 1.080.000                                  | hardcourt, buiten                          | Martina Hingis                             | Serena Williams                            | 0-6, 6-3, 3-0, opg.                        | details                                    |
| 2001-08-13 | Rogers Cup (T)                             | Tier I                                     | 1.200.000                                  | hardcourt, buiten                          | Serena Williams                            | Jennifer Capriati                          | 6-1, 6-7, 6-3                              | details                                    |
| 2002-08-12 | Rogers Cup (M)                             | Tier I                                     | 1.224.000                                  | hardcourt, buiten                          | Amélie Mauresmo                            | Jennifer Capriati                          | 6-4, 6-1                                   | details                                    |
| 2003-08-11 | Rogers Cup (T)                             | Tier I                                     | 1.325.000                                  | hardcourt, buiten                          | Justine Henin                              | L Krasnoroetskaja                          | 6-1, 6-0                                   | details                                    |
| 2004-08-02 | Rogers Cup (M)                             | Tier I                                     | 1.300.000                                  | hardcourt, buiten                          | Amélie Mauresmo                            | Jelena Lichovtseva                         | 6-1, 6-0                                   | details                                    |
| 2005-08-15 | Rogers Cup (T)                             | Tier I                                     | 1.300.000                                  | hardcourt, buiten                          | Kim Clijsters                              | J Henin-Hardenne                           | 7-5, 6-1                                   | details                                    |
| 2006-08-14 | Rogers Cup (M)                             | Tier I                                     | 1.340.000                                  | hardcourt, buiten                          | Ana Ivanović                               | Martina Hingis                             | 6-2, 6-3                                   | details                                    |
| 2007-08-13 | Rogers Cup (T)                             | Tier I                                     | 1.340.000                                  | hardcourt, buiten                          | Justine Henin                              | Jelena Janković                            | 7-6, 7-5                                   | details                                    |
| 2008-07-28 | Rogers Cup (M)                             | Tier I                                     | 1.340.000                                  | hardcourt, buiten                          | Dinara Safina                              | Dominika Cibulková                         | 6-2, 6-1                                   | details                                    |
| 2009-08-17 | Rogers Cup (T)                             | Premier Five                               | 2.000.000                                  | hardcourt, buiten                          | Jelena Dementjeva                          | Maria Sjarapova                            | 6-4, 6-3                                   | details                                    |
| 2010-08-16 | Rogers Cup (M)                             | Premier Five                               | 2.000.000                                  | hardcourt, buiten                          | Caroline Wozniacki                         | Vera Zvonarjova                            | 6-3, 6-2                                   | details                                    |
| 2011-08-08 | Rogers Cup (T)                             | Premier Five                               | 2.050.000                                  | hardcourt, buiten                          | Serena Williams                            | Samantha Stosur                            | 6-4, 6-2                                   | details                                    |
| 2012-08-06 | Rogers Cup (M)                             | Premier Five                               | 2.168.400                                  | hardcourt, buiten                          | Petra Kvitová                              | Li Na                                      | 7-5, 2-6, 6-3                              | details                                    |
| 2013-08-05 | Rogers Cup (T)                             | Premier Five                               | 2.369.000                                  | hardcourt, buiten                          | Serena Williams                            | Sorana Cîrstea                             | 6-2, 6-0                                   | details                                    |
| 2014-08-04 | Rogers Cup (M)                             | Premier Five                               | 2.440.070                                  | hardcourt, buiten                          | Agnieszka Radwańska                        | Venus Williams                             | 6-4, 6-2                                   | details                                    |
| 2015-08-10 | Rogers Cup (T)                             | Premier Five                               | 2.513.000                                  | hardcourt, buiten                          | Belinda Bencic                             | Simona Halep                               | 7-6, 6-7, 3-0, opg.                        | details                                    |
| 2016-07-25 | Rogers Cup (M)                             | Premier Five                               | 2.714.413                                  | hardcourt, buiten                          | Simona Halep                               | Madison Keys                               | 7-6, 6-3                                   | details                                    |
| 2017-08-07 | Rogers Cup (T)                             | Premier Five                               | 2.735.139                                  | hardcourt, buiten                          | Elina Svitolina                            | Caroline Wozniacki                         | 6-4, 6-0                                   | details                                    |
| 2018-08-06 | Rogers Cup (M)                             | Premier Five                               | 2.820.000                                  | hardcourt, buiten                          | Simona Halep                               | Sloane Stephens                            | 7-6, 3-6, 6-4                              | details                                    |
| 2019-08-05 | Rogers Cup (T)                             | Premier Five                               | 2.830.000                                  | hardcourt, buiten                          | Bianca Andreescu                           | Serena Williams                            | 3-1, opg.                                  | details                                    |
| 2020       | toernooi geannuleerd wegens coronapandemie | toernooi geannuleerd wegens coronapandemie | toernooi geannuleerd wegens coronapandemie | toernooi geannuleerd wegens coronapandemie | toernooi geannuleerd wegens coronapandemie | toernooi geannuleerd wegens coronapandemie | toernooi geannuleerd wegens coronapandemie | toernooi geannuleerd wegens coronapandemie |
| 2021-08-09 | National Bank Open (M)                     | WTA 1000                                   | 1.835.490                                  | hardcourt, buiten                          | Camila Giorgi                              | Karolína Plíšková                          | 6-3, 7-5                                   | details                                    |
| 2022-08-08 | National Bank Open (T)                     | WTA 1000                                   | 2.527.250                                  | hardcourt, buiten                          | Simona Halep                               | Beatriz Haddad Maia                        | 6-3, 2-6, 6-3                              | details                                    |
| 2023-08-07 | National Bank Open (M)                     | WTA 1000                                   | 2.788.468                                  | hardcourt, buiten                          | Jessica Pegula                             | Ljoedmila Samsonova                        | 6-1, 6-0                                   | details                                    |
| 2024-08-06 | National Bank Open (T)                     | WTA 1000                                   | 3.211.715                                  | hardcourt, buiten                          | Jessica Pegula                             | Amanda Anisimova                           | 6-3, 2-6, 6-1                              | details                                    |
| 2025-08-07 | National Bank Open (M)                     | WTA 1000                                   | 5.152.599                                  | hardcourt, buiten                          | Victoria Mboko                             | Naomi Osaka                                | 2-6, 6-4, 6-1                              | details                                    |

Toelichting: (H) = Halifax, (M) = Montréal, (O) = Ottawa, (Q) = Quebec, (T) = Toronto, (V) = Vancouver

### Dubbelspel
| Datum      | Naam                                       | Cat.                                       | ($)                                        | Ondergrond                                 | Winnaressen                                | Verliezend finalistes                      | Uitslag                                    |                                            |
| ---------- | ------------------------------------------ | ------------------------------------------ | ------------------------------------------ | ------------------------------------------ | ------------------------------------------ | ------------------------------------------ | ------------------------------------------ | ------------------------------------------ |
| 1910       | Canadian Championships                     |                                            |                                            |                                            | Lois Moyes Florence Best                   |                                            |                                            |                                            |
| 1911–1912  | geen dubbelspeltoernooi                    | geen dubbelspeltoernooi                    | geen dubbelspeltoernooi                    | geen dubbelspeltoernooi                    | geen dubbelspeltoernooi                    | geen dubbelspeltoernooi                    | geen dubbelspeltoernooi                    | geen dubbelspeltoernooi                    |
| 1913       | Canadian Championships                     |                                            |                                            |                                            | Lois Moyes Florence Best                   |                                            |                                            |                                            |
| 1914       | Canadian Championships                     |                                            |                                            |                                            | Lois Moyes Florence Best                   |                                            |                                            |                                            |
| 1915–1918  | geen toernooi                              | geen toernooi                              | geen toernooi                              | geen toernooi                              | geen toernooi                              | geen toernooi                              | geen toernooi                              | geen toernooi                              |
| 1919       | Canadian Championships (V)                 |                                            |                                            |                                            | Lois Moyes Florence Best                   |                                            |                                            |                                            |
| 1920       | Canadian Championships                     |                                            |                                            |                                            | Lois Moyes Florence Best                   |                                            |                                            |                                            |
| 1921       | Canadian Championships                     |                                            |                                            |                                            | Lois Moyes Florence Best                   |                                            |                                            |                                            |
| 1922       | Canadian Championships (V)                 |                                            |                                            |                                            | Lois Moyes Florence Best                   |                                            |                                            |                                            |
| 1923       | Canadian Championships                     |                                            |                                            |                                            | Lois Moyes Florence Best                   |                                            |                                            |                                            |
| 1924       | Canadian Championships                     |                                            |                                            |                                            | Lois Moyes Florence Best                   |                                            |                                            |                                            |
| 1925       | Canadian Championships (V)                 |                                            |                                            |                                            | Marjory Leeming A. Tatlow                  |                                            |                                            |                                            |
| 1926       | Canadian Championships                     |                                            |                                            |                                            | Mme Bourque L. Fraser                      |                                            |                                            |                                            |
| 1927       | Canadian Championships                     |                                            |                                            |                                            | Caroline Swartz Edith Cross                |                                            |                                            |                                            |
| 1928       | Canadian Championships                     |                                            |                                            |                                            | A.H. Chaplin Marjorie Gladman              |                                            |                                            |                                            |
| 1929       | Canadian Championships (T)                 |                                            |                                            |                                            | O.E. Gray Olive Wade                       |                                            |                                            |                                            |
| 1930       | Canadian Championships                     |                                            |                                            |                                            | Marjory Leeming H. Leeming                 |                                            |                                            |                                            |
| 1931       | Canadian Championships (V)                 |                                            |                                            | gras, buiten                               | Edith Cross D. Perow                       |                                            |                                            |                                            |
| 1932       | Canadian Championships (O)                 |                                            |                                            |                                            | Marjory Leeming K.J. Salmond               |                                            |                                            |                                            |
| 1933       | Canadian Championships (V)                 |                                            |                                            |                                            | H.V. Wilson Mary Campbell                  |                                            |                                            |                                            |
| 1934       | Canadian Championships (T)                 |                                            |                                            |                                            | Caroline Deacon Eleanor Young              |                                            |                                            |                                            |
| 1935       | Canadian Championships                     |                                            |                                            |                                            | C. Rose M. Laird                           |                                            |                                            |                                            |
| 1936       | Canadian Championships (V)                 |                                            |                                            | gras, buiten                               | Edith Cross Jean Milne                     |                                            |                                            |                                            |
| 1937       | Canadian Championships (T)                 |                                            |                                            | gras, buiten                               | Evelyn Dearman Jeri Ingram                 | Mary Hardwick Margot Lumb                  | 6-1, 7-5                                   |                                            |
| 1938       | Canadian Championships                     |                                            |                                            |                                            | Mrs. Frank Fisher W. Walson Jr.            |                                            |                                            |                                            |
| 1939       | Canadian Championships                     |                                            |                                            |                                            | Elizabeth Blackman L. Blackman             |                                            |                                            |                                            |
| 1940       | Canadian Championships (T)                 |                                            |                                            | gras, buiten                               | Eleanor Young Jean Milne                   |                                            |                                            |                                            |
| 1941–1945  | geen toernooi                              | geen toernooi                              | geen toernooi                              | geen toernooi                              | geen toernooi                              | geen toernooi                              | geen toernooi                              | geen toernooi                              |
| 1946       | Canadian Nationals                         |                                            |                                            |                                            | Baba Lewis Noreen Haney                    | E. Nicholls Doris Ell                      | 6-2, 6-0                                   |                                            |
| 1947       | Canadian Nationals                         |                                            |                                            |                                            | Gracyn Wheeler June Crow                   | Arvilla McGuire G. Greenlee                | 5-7, 9-7, 6-2                              |                                            |
| 1948       | Canadian Championships (V)                 |                                            |                                            |                                            | Mrs. Frank Fisher Mary Green               | Ann Freedhoff P. Lowe                      | 6-4, 10-8                                  |                                            |
| 1949       | Canadian Championships (H)                 |                                            |                                            |                                            | Baba Lewis Edith A. Sullivan               | Patricia Macken Elaine Fildes              | 6-2, 6-2                                   |                                            |
| 1950       | Canadian Championships (Q)                 |                                            |                                            |                                            | Isabel Troccole Carol Liguori              | Patricia Macken Elaine Fildes              | 2-6, 8-6, 6-1                              |                                            |
| 1951       | Canadian Championships (T)                 |                                            |                                            |                                            | Lucille Davidson Doris Popple              | M. Hernando Joan Johnson                   | 7-5, 6-3                                   |                                            |
| 1952       | Canadian Championships (T)                 |                                            |                                            |                                            | Doris Ell Melita Ramirez                   | Lucille Davidson Doris Popple              | 6-4, 6-3                                   |                                            |
| 1953       | Canadian Championships (T)                 |                                            |                                            | gras, buiten                               | Thelma Coyne-Long Melita Ramirez           | L. Keenan Hilda Doleschell                 | 6-1, 6-2                                   |                                            |
| 1954       | Canadian Nationals (T)                     |                                            |                                            |                                            | Karol Fageros Ethel Norton                 | Louise Brown D. Hurst                      | 6-4, 6-1                                   |                                            |
| 1955       | Canadian Championships (T)                 |                                            |                                            |                                            | C. Dowman Ann Barclay                      | Hanna Sladek T. Helie                      | 7-5, 2-6, 6-4                              |                                            |
| 1956       | Canadian Championships (V)                 |                                            |                                            |                                            | June Lee Pat Miller                        | Jean Laird Linda Vail                      | 6-3, 7-5                                   |                                            |
| 1957       | Canadian Championships (M)                 |                                            |                                            |                                            | Louise Brown Hilda Doleschell              | Susan Butt A. Bagge Vierra                 | 3-6, 6-1, 9-7                              |                                            |
| 1958       | Canadian Championships (V)                 |                                            |                                            | gras, buiten                               | Barbara Browning Pam Davis                 | Louise Brown Hilda Doleschell              | 6-8, 6-3, 7-5                              |                                            |
| 1959       | Canadian Championships (T)                 |                                            |                                            |                                            | Dorothy Head-Knode Mary Martin             |                                            |                                            |                                            |
| 1960       | Carling Canadian National Chmps (T)        |                                            |                                            | gravel, buiten                             | Donna Floyd Belmar Gunderson               |                                            | 7-5, ?                                     |                                            |
| 1961       | Canadian Nationals (T)                     |                                            |                                            | gravel, buiten                             | M. Bundy Eleanor Dodge                     | Ann Haydon Benita Senn                     | 6-4, 5-7, 6-3                              |                                            |
| 1962       | Canadian Championships                     |                                            |                                            |                                            | Ann Barclay Louise Brown                   |                                            |                                            |                                            |
| 1963       | Canadian Nationals (V)                     |                                            |                                            |                                            | Susan Butt Vicki Berner                    | Ann Barclay Louise Brown                   | 6-3, 7-5                                   |                                            |
| 1964       | Canadian Nationals (M)                     |                                            |                                            | gras, buiten                               | Alice Tym Hedy Rutzebeck                   | Louise Brown Benita Senn                   | 6-4, 8-6                                   |                                            |
| 1965       | Canadian Nationals (T)                     |                                            |                                            | gras, buiten                               | Vicki Berner Faye Urban                    | Julie Heldman Benita Senn                  | 6-8, 6-4, 6-1                              |                                            |
| 1966       | Canadian Nationals (V)                     |                                            |                                            | gras, buiten                               | Vicki Berner Faye Urban                    | Rita Bentley Jean Mary Wilson              | 6-4, 6-1                                   |                                            |
| 1967       | Canadian Nationals (M)                     |                                            |                                            | gras, buiten                               | Vicki Berner Faye Urban                    |                                            | 6-3, 6-3                                   |                                            |
| 1968       | Canadian Nationals (T)                     |                                            |                                            | gravel, buiten                             | Vicki Berner Faye Urban                    |                                            |                                            |                                            |
| 1969       | Canadian Open (T)                          |                                            |                                            | gravel, buiten                             | Brenda Nunns Faye Urban                    | Jane O'Hara Wood                           | 6-1, 6-1                                   |                                            |
| 1970-08-10 | Rothmans Canadian Open (T)                 |                                            |                                            | gravel, buiten                             | Margaret Court Rosie Casals                | Helen Gourlay Patricia Walkden             | 6-0, 6-1                                   |                                            |
| 1971-08-09 | Rothmans Canadian Open (T)                 |                                            |                                            | gravel, buiten                             | Rosie Casals Françoise Dürr                | Lesley Bowrey Evonne Goolagong             | 6-3, 6-2                                   |                                            |
| 1972-08-14 | Rothmans Canadian Open (T)                 |                                            |                                            | gravel, buiten                             | Margaret Court Evonne Goolagong            | Brenda Kirk Patricia Walkden               | 3-6, 6-3, 7-5                              |                                            |
| 1973-08-20 | Rothmans Canadian Open (T)                 |                                            |                                            | gravel, buiten                             | Evonne Goolagong Peggy Michel              | Helga Masthoff Martina Navrátilová         | 6-3, 6-2                                   |                                            |
| 1974-08-12 | Rothmans Canadian Open (T)                 |                                            |                                            | gravel, buiten                             | Gail Sherriff Julie Heldman                | Chris Evert Jeanne Evert                   | 6-3, 6-4                                   |                                            |
| 1975-08-11 | Rothmans Canadian Open (T)                 |                                            | 30.000                                     | gravel, buiten                             | Julie Anthony Margaret Court               | JoAnne Russell Jane Stratton               | 6-2, 6-4                                   |                                            |
| 1976-08-16 | Rothmans Canadian Open (T)                 |                                            | 35.000                                     | gravel, buiten                             | Cynthia Doerner Janet Newberry             | Sue Barker Pam Teeguarden                  | 6-7, 6-3, 6-1                              | [ 5 ]                                      |
| 1977-08-15 | Rothmans Canadian Open (T)                 |                                            | 35.000                                     | gravel, buiten                             | Delina Ann Boshoff Ilana Kloss             | Rosie Casals Evonne Goolagong              | 6-2, 6-3                                   | [ 6 ]                                      |
| 1978-08-14 | Rothmans Canadian Open (T)                 |                                            | 35.000                                     | hardcourt, buiten                          | Regina Maršíková Pam Teeguarden            | Chris O'Neil Paula Smith                   | 7-5, 6-7, 6-2                              | details                                    |
| 1979-08-13 | Player’s Canadian Open (T)                 |                                            | 35.000                                     | hardcourt, buiten                          | Lea Antonoplis Dianne Evers                | Chris O'Neil Mimmi Wikstedt                | 2-6, 6-1, 6-3                              | details                                    |
| 1980-08-11 | Player’s Canadian Open (T)                 |                                            | 150.000                                    | hardcourt, buiten                          | Andrea Jaeger Regina Maršíková             | Ann Kiyomura Betsy Nagelsen                | 6-1, 6-3                                   | details                                    |
| 1981-08-17 | Player’s Canadian Open (T)                 |                                            | 200.000                                    | hardcourt, buiten                          | Martina Navrátilová Pam Shriver            | Candy Reynolds Anne Smith                  | 7-6, 7-6                                   | details                                    |
| 1982-08-16 | Player’s Canadian Open (M)                 |                                            | 200.000                                    | hardcourt, buiten                          | Martina Navrátilová Candy Reynolds         | Barbara Potter Sharon Walsh                | 6-4, 6-4                                   | details                                    |
| 1983-08-15 | Player’s Canadian Open (T)                 |                                            | 200.000                                    | hardcourt, buiten                          | Anne Hobbs Andrea Jaeger                   | Rosalyn Fairbank Candy Reynolds            | 6-4, 5-7, 7-5                              | details                                    |
| 1984-08-20 | Player’s Canadian Open (M)                 |                                            | 200.000                                    | hardcourt, buiten                          | Kathy Jordan Elizabeth Smylie              | Claudia Kohde-Kilsch Hana Mandlíková       | 6-1, 6-2                                   | details                                    |
| 1985-08-05 | Canadian Open (T)                          |                                            | 250.000                                    | hardcourt, buiten                          | Gigi Fernández Martina Navrátilová         | Marcella Mesker Pascale Paradis            | 6-4, 6-0                                   | details                                    |
| 1986-08-04 | Player’s Canadian Open (M)                 |                                            | 250.000                                    | hardcourt, buiten                          | Zina Garrison Gabriela Sabatini            | Pam Shriver Helena Suková                  | 7-6, 5-7, 6-4                              | details                                    |
| 1987-08-17 | Canadian Open Downsview (T)                |                                            | 250.000                                    | hardcourt, buiten                          | Zina Garrison Lori McNeil                  | Claudia Kohde-Kilsch Helena Suková         | 6-1, 6-2                                   | details                                    |
| 1988-08-15 | Player’s Canadian Open (M)                 | Tier II                                    | 300.000                                    | hardcourt, buiten                          | Jana Novotná Helena Suková                 | Zina Garrison Pam Shriver                  | 7-6, 7-6                                   | details                                    |
| 1989-08-21 | Player’s Canadian Open (T)                 | Tier II                                    | 300.000                                    | hardcourt, buiten                          | Gigi Fernández Robin White                 | Martina Navrátilová Larisa Savtsjenko      | 6-1, 7-5                                   | details                                    |
| 1990-07-30 | Canadian Open (M)                          | Tier I                                     | 500.000                                    | hardcourt, buiten                          | Betsy Nagelsen Gabriela Sabatini           | Helen Kelesi Raffaella Reggi               | 3-6, 6-2, 6-2                              | details                                    |
| 1991-08-05 | Canadian Open (T)                          | Tier I                                     | 500.000                                    | hardcourt, buiten                          | Larisa Neiland Natallja Zverava            | Claudia Kohde-Kilsch Helena Suková         | 1-6, 7-5, 6-2                              | details                                    |
| 1992-08-17 | Canadian Open (M)                          | Tier I                                     | 550.000                                    | hardcourt, buiten                          | Lori McNeil Rennae Stubbs                  | Gigi Fernández Natallja Zverava            | 3-6, 7-5, 7-5                              | details                                    |
| 1993-08-16 | Canadian Open (T)                          | Tier I                                     | 750.000                                    | hardcourt, buiten                          | Larisa Neiland Jana Novotná                | Arantxa Sánchez Helena Suková              | 6-1, 6-2                                   | details                                    |
| 1994-08-15 | Canadian Open (M)                          | Tier I                                     | 750.000                                    | hardcourt, buiten                          | Meredith McGrath Arantxa Sánchez           | Pam Shriver Elizabeth Smylie               | 2-6, 6-2, 6-4                              | details                                    |
| 1995-08-14 | Omnium du Maurier Lté (T)                  | Tier I                                     | 806.250                                    | hardcourt, buiten                          | Gabriela Sabatini Brenda Schultz           | Martina Hingis Iva Majoli                  | 4-6, 6-0, 6-3                              | details                                    |
| 1996-08-05 | Omnium du Maurier Lté (M)                  | Tier I                                     | 926.250                                    | hardcourt, buiten                          | Larisa Neiland Arantxa Sánchez             | Mary Joe Fernandez Helena Suková           | 7-6, 6-1                                   | details                                    |
| 1997-08-11 | Omnium du Maurier (T)                      | Tier I                                     | 926.250                                    | hardcourt, buiten                          | Yayuk Basuki Caroline Vis                  | Nicole Arendt Manon Bollegraf              | 3-6, 7-5, 6-4                              | details                                    |
| 1998-08-17 | Omnium du Maurier (M)                      | Tier I                                     | 926.250                                    | hardcourt, buiten                          | Martina Hingis Jana Novotná                | Yayuk Basuki Caroline Vis                  | 6-3, 6-4                                   | details                                    |
| 1999-08-16 | Omnium du Maurier (T)                      | Tier I                                     | 1.050.000                                  | hardcourt, buiten                          | Jana Novotná Mary Pierce                   | Larisa Neiland Arantxa Sánchez             | 6-3, 2-6, 6-3                              | details                                    |
| 2000-08-14 | Omnium du Maurier (M)                      | Tier I                                     | 1.080.000                                  | hardcourt, buiten                          | Martina Hingis Nathalie Tauziat            | Julie Halard Ai Sugiyama                   | 6-3, 3-6, 6-4                              | details                                    |
| 2001-08-13 | Rogers Cup (T)                             | Tier I                                     | 1.200.000                                  | hardcourt, buiten                          | Kimberly Po-Messerli Nicole Pratt          | Tina Križan Katarina Srebotnik             | 6-3, 6-1                                   | details                                    |
| 2002-08-12 | Rogers Cup (M)                             | Tier I                                     | 1.224.000                                  | hardcourt, buiten                          | Virginia Ruano Pascual Paola Suárez        | Rika Fujiwara Ai Sugiyama                  | 6-4, 7-6                                   | details                                    |
| 2003-08-11 | Rogers Cup (T)                             | Tier I                                     | 1.325.000                                  | hardcourt, buiten                          | Svetlana Koeznetsova Martina Navrátilová   | María Vento-Kabchi Angelique Widjaja       | 3-6, 6-1, 6-1                              | details                                    |
| 2004-08-02 | Rogers Cup (M)                             | Tier I                                     | 1.300.000                                  | hardcourt, buiten                          | Shinobu Asagoe Ai Sugiyama                 | Liezel Huber Tamarine Tanasugarn           | 6-0, 6-3                                   | details                                    |
| 2005-08-15 | Rogers Cup (T)                             | Tier I                                     | 1.300.000                                  | hardcourt, buiten                          | Anna-Lena Grönefeld Martina Navrátilová    | Conchita Martínez Virginia Ruano Pascual   | 5-7, 6-3, 6-4                              | details                                    |
| 2006-08-14 | Rogers Cup (M)                             | Tier I                                     | 1.340.000                                  | hardcourt, buiten                          | Martina Navrátilová Nadja Petrova          | Cara Black Anna-Lena Grönefeld             | 6-1, 6-2                                   | details                                    |
| 2007-08-13 | Rogers Cup (T)                             | Tier I                                     | 1.340.000                                  | hardcourt, buiten                          | Katarina Srebotnik Ai Sugiyama             | Cara Black Liezel Huber                    | 6-4, 2-6, [10-5]                           | details                                    |
| 2008-07-28 | Rogers Cup (M)                             | Tier I                                     | 1.340.000                                  | hardcourt, buiten                          | Cara Black Liezel Huber                    | Maria Kirilenko Flavia Pennetta            | 6-1, 6-1                                   | details                                    |
| 2009-08-17 | Rogers Cup (T)                             | Premier Five                               | 2.000.000                                  | hardcourt, buiten                          | Nuria Llagostera Vives MJ Martínez Sánchez | Samantha Stosur Rennae Stubbs              | 2-6, 7-5, [11-9]                           | details                                    |
| 2010-08-16 | Rogers Cup (M)                             | Premier Five                               | 2.000.000                                  | hardcourt, buiten                          | Gisela Dulko Flavia Pennetta               | Květa Peschke Katarina Srebotnik           | 7-5, 3-6, [12-10]                          | details                                    |
| 2011-08-08 | Rogers Cup (T)                             | Premier Five                               | 2.050.000                                  | hardcourt, buiten                          | Liezel Huber Lisa Raymond                  | Viktoryja Azarenka Maria Kirilenko         | walk-over                                  | details                                    |
| 2012-08-06 | Rogers Cup (M)                             | Premier Five                               | 2.168.400                                  | hardcourt, buiten                          | Klaudia Jans Kristina Mladenovic           | Nadja Petrova Katarina Srebotnik           | 7-5, 2-6, [10-7]                           | details                                    |
| 2013-08-05 | Rogers Cup (T)                             | Premier Five                               | 2.369.000                                  | hardcourt, buiten                          | Jelena Janković Katarina Srebotnik         | Anna-Lena Grönefeld Květa Peschke          | 5-7, 6-2, [10-6]                           | details                                    |
| 2014-08-04 | Rogers Cup (M)                             | Premier Five                               | 2.440.070                                  | hardcourt, buiten                          | Sara Errani Roberta Vinci                  | Cara Black Sania Mirza                     | 7-6, 6-3                                   | details                                    |
| 2015-08-10 | Rogers Cup (T)                             | Premier Five                               | 2.513.000                                  | hardcourt, buiten                          | Bethanie Mattek-Sands Lucie Šafářová       | Caroline Garcia Katarina Srebotnik         | 6-1, 6-2                                   | details                                    |
| 2016-07-25 | Rogers Cup (M)                             | Premier Five                               | 2.714.413                                  | hardcourt, buiten                          | Jekaterina Makarova Jelena Vesnina         | Simona Halep Monica Niculescu              | 6-3, 7-6                                   | details                                    |
| 2017-08-07 | Rogers Cup (T)                             | Premier Five                               | 2.735.139                                  | hardcourt, buiten                          | Jekaterina Makarova Jelena Vesnina         | Anna-Lena Grönefeld Květa Peschke          | 6-0, 6-4                                   | details                                    |
| 2018-08-06 | Rogers Cup (M)                             | Premier Five                               | 2.820.000                                  | hardcourt, buiten                          | Ashleigh Barty Demi Schuurs                | Latisha Chan Jekaterina Makarova           | 4-6, 6-3, [10-8]                           | details                                    |
| 2019-08-05 | Rogers Cup (T)                             | Premier Five                               | 2.830.000                                  | hardcourt, buiten                          | Barbora Krejčíková Kateřina Siniaková      | Anna-Lena Grönefeld Demi Schuurs           | 7-5, 6-0                                   | details                                    |
| 2020       | toernooi geannuleerd wegens coronapandemie | toernooi geannuleerd wegens coronapandemie | toernooi geannuleerd wegens coronapandemie | toernooi geannuleerd wegens coronapandemie | toernooi geannuleerd wegens coronapandemie | toernooi geannuleerd wegens coronapandemie | toernooi geannuleerd wegens coronapandemie | toernooi geannuleerd wegens coronapandemie |
| 2021-08-09 | National Bank Open (M)                     | WTA 1000                                   | 1.835.490                                  | hardcourt, buiten                          | Gabriela Dabrowski Luisa Stefani           | Darija Jurak Andreja Klepač                | 6-3, 6-4                                   | details                                    |
| 2022-08-08 | National Bank Open (T)                     | WTA 1000                                   | 2.527.250                                  | hardcourt, buiten                          | Cori Gauff Jessica Pegula                  | Nicole Melichar-Martinez Ellen Perez       | 6-4, 6-7, [10-5]                           | details                                    |
| 2023-08-07 | National Bank Open (M)                     | WTA 1000                                   | 2.788.468                                  | hardcourt, buiten                          | Shuko Aoyama Ena Shibahara                 | Desirae Krawczyk Demi Schuurs              | 6-4, 4-6, [13-11]                          | details                                    |
| 2024-08-06 | National Bank Open (T)                     | WTA 1000                                   | 3.211.715                                  | hardcourt, buiten                          | Caroline Dolehide Desirae Krawczyk         | Gabriela Dabrowski Erin Routliffe          | 7-6, 3-6, [10-7]                           | details                                    |
| 2025-08-07 | National Bank Open (M)                     | WTA 1000                                   | 5.152.599                                  | hardcourt, buiten                          | Cori Gauff McCartney Kessler               | Taylor Townsend Zhang Shuai                | 6-4, 1-6, [13-11]                          | details                                    |

Toelichting: (H) = Halifax, (M) = Montréal, (O) = Ottawa, (Q) = Quebec, (T) = Toronto, (V) = Vancouver

## Bron
- (en) Winnaressen, enkelspel en dubbelspel